# Frank Micke
Frank Micke  (* 1960 in Berlin) ist ein ehemaliger deutscher Radrennfahrer und Junioren-Weltmeister im Radsport.

## Sportliche Laufbahn
Er war Mitglied im Verein TSC Berlin, als er 1978 den größten Erfolg seiner sportlichen Karriere feiern konnte. Bei den UCI-Junioren-Bahnweltmeisterschaften in den USA im 1000-Meter-Zeitfahren gewann er die Goldmedaille vor Sergej Kopylow, im Sprint gewann er Bronze. Diese Platzierungen erreichte er auch bei den DDR-Meisterschaften der Jugendklasse A des Jahres 1978. In den folgenden Jahren konnte er trotz einiger Siege in Bahnrennen und Kriterien nicht mehr an die großen Erfolge als Junior anknüpfen.